# مدرسة طب وارين ألبرت في جامعة براون
مدرسة طب وارين ألبرت في جامعة براون (بالإنجليزية: Warren Alpert Medical School of Brown University)‏ هي إحدى الكليات لتدريس الطب في الولايات المتحدة الأمريكية. تقع في مدينة بروفيدنس في ولاية رود آيلاند الأمريكية. نوع الشهادة الطبية التي يتم تحصيلها هناك هي دكتور في الطب.